# Драгутин Милутиновић
Драгутин Милутиновић (Белошевац, код Крагујевца, 28. септембар 1865 – Београд, 5. јануар 1941) био је српски и југословенски дивизијски генерал, учесник Балканских ратова и Првог светског рата, канцелар краљевских ордена, инспектор пешадије, члан војног савета и професор Војне академије.

## Биографија
Драгутин Милутиновић рођен је у шумадијском селу Белошевцу код Крагујевца 28. септембра 1865. године. Основну школу завршио је у свом родном селу. Након тога одлази у Крагујевац где завршава гимназију. Одмах након завршене гимназије, 18. септембра 1884. године ступио је у Нижу школу Војне академије, као питомац XVII класе. У чин наредника унапређен је 13. марта 1886. године, а Војну академију завршио је 22. августа 1887. године као други у рангу од 21 питомца. Након завршене школе добио је чин потпоручника и постављен је 11. јануара 1889. године на дужност водника 4. чете XI пешадијског батаљона. Као државни питомац послат је на усавршавање у пролеће 1891. године у тада једну од најпрестижнијих војних школа –Николајевску генералштабну академију у Петрограду. Унапређен је у чин поручника 2. августа 1892. године. Школовање у Петрограду завршио је са изузетним успехом лета 1894. године. Након повратка у земљу постављен је 12. јула 1894. године за водника 4. чете IX пешадијског батаљона. Након тога постављен је за командира чете 5. гардијског батаљона, где је остао све до краја 1896. године. На том месту 1895. године унапређен је у чин ђенералштабног капетана друге класе. До јесени 1897. године прво је био помоћник начелника Ђенерлаштаба Дунавске, а потом и Тимочке дивизијске области.
Крајем 1897. године добија прекоманду за Београд где на Војној академији ради као хонорарни професор. Предавао је тактику, стратегију, а од 1900. године добија још један предмет историју ратне вештине. Поред редовне дужности 26. марта 1900. године постављен је за команданта 12. батаљона III пешадијског пука. На предлог нашег Војног министра унапређен је у чин мајора 2. августа 1900. године. После неколико дана, тачније 14. августа 1900. године, постављен је за начелника Спољног одсека Операцијског одељења Главног ђенералштаба. По службеној дужности одлази у Неготин где је 19. априла 1902. године постављен за команданта XIII пешадијског пука Хајдук Вељка. Уз посебне препоруке стеченене ранијим командним и штабним дужностима препоручило је Драгутина Милутиновића за начелника Унутрашњег одсека Операцијског одељења Главног ђенералштаба 4. јула 1903. године. Почетком септембра 1903. године као хонорарни професор добија још један премет - ратну историју. Изузетно познавање ратне вештине и ширина општег и војног образовања препоручили су га за педагошке дужности. За редовног професора Војне академије изабран је 10. јануара 1904. године.
На предлог Председника Министарског савета, заступника Војног министра генерала Саве Грујића, Драгутин Милутиновић изабран је 29. октобра 1904. године за начелника Ђенералштаба Дунавске дивизије, што је у тадашњој војној номенклатури Краљевине Србије представљало једну од највиших и најзначајнијих штабних дужности. У чин потпуковника унапређен је 2. априла 1906. године. За команданта XII пешадијског пука Цара Лазара постављен је 18. маја 1906. године. Почетком августа 1906. године као хонорарни професор добија још један премет – администрацију. Такође, 3. августа 1906. године постављен је на место начелника Извештајног одсека Операцијског одељења Главног Ђенералштаба.
Поред редовне дужности на Војној академији предавао тактику, стратегију, историју ратне вештине и војну администрацију, с мањим прекидима због службовања ван Београда, све до јесени 1908. године. Од 1908. године, паралелно са редовном дужношћу био је лични професор тактике с решавањем тактичких задатака престолонаследнику Ђорђу Карађорђевићу. Почетком априла 1909. године постављенје за команданта XIX пешадијског пука у Крагујевцу. Због учесталих сукоба са ђенералом Радомиром Путником, Милутиновић је 27. јуна 1911. године, а по својој молби, преведен из ђенералштабне струке у пешадију са истим чином који је до сада имао. С положаја у Београду отишао је на место команданта XII пешадијског пука у Крушевцу, где се задржао до 2. априла 1912. године када је постављен за помоћника команданта Тимочке дивизијске области, чија се команда налазила у Зајечару.

## Први балкански рат
Српска војска почела је са мобилизацијом септембра 1912. године, а на месту заменика команданта Тимочке дивизије био је Драгутин Милутиновић, пошто се остарели командант пуковник Милош Пауновић налазио на одсуству због болести. Милутиновић је успешно обавио мобилизацију упркос свим проблемима везаних за слабу материјалну ситуацију. У складу са утврђеним ратним планом Тимочка дивизија је ушла у састав Прве армије под командом престолонаследника Александра. Милутиновић је током Првог балканског рата успешно командовао Тимочком дивизијом током Кумановске и Битољске битке и истакао се личном иницијативом.

## Други балкански рат
Током Другог балканског рата његова дивизија била је у склопу Треће армије, под командом ђенерала Божидара Јанковића. У јеку Брегалничке битке у долини Вардара, Тимочка дивизија била је нападнута од вишеструко јачих бугарских снага. Захваљујући одличном командовању и надљудској снази својих официра и војника, успела је да задржи бугарско напредовање.
После демобилизација српске војске августа 1913. године, Драгутин Милутиновић је у чину пуковника постављен на дужност команданта новоформиране Ибарске дивизијске области.

## Први светски рат
Непосредно по објави мобилизације, јула 1914. године, Драгутин Милутиновић именован је за команданта Шумадијске дивизије II позива. По прекоманди одлази у Крагујевац, који је био одређен за мобилизацијско место дивизије. Током Првог светског рата Шумадијска дивизија II позива била је у саставу Ужичке војске којом је командовао генерал Милош Божановић. У првим операцијама августа 1914. године у Церској бици са својом дивизијом одолевао је нападу XV корпус аустроугарске војске, али је на крају битке успео да поврати и задржи своје положаје.
Током Колубарске битке, која је вођена током новембра и децембра 1914. године, Шумадијска дивизија под водством Драгутина Милутиновића одиграла је једну од најважнијих улога. Према првобитном плану аустроугарске војска имала је задатак да изврши пробој на месту где су се налазиле трупе Шумадијске дивизије. Напади аустроугарске војске на потезу Гојна Гора-Прањани остали су без успеха, да би се након три дана борбе непријатељ из доста жртава повукао. Средином децембра 1914. године трупе Шумадијске дивизије избијају на западну границу Краљевине Србије на Дрини приморавши непријатеља да се повуче на леву обалу Дрине. За успех у Колубарској бици, за показану храброст и одлучност, Драгутин Милутиновић добија Карађорђеву звезду са мачевима о врату. Упркос изузетном командовању и признању које је добио, пуковник Милутиновић је у пролећа 1915. године, у време затишја на фронту и борбе са епидемијом тифуса смењен са места команданта Шумадијске дивизије, услед интрига и личне нетрпељивости војводе Путника.
Почетак аустроугарско-немачко-бугарског напада на Србију почетком октобра 1915. године одвео је Драгутина Милутиновића на нову дужност. Штаб Врховне команде хитно је формирао Вардарску дивизију коју су поверили на вођење Милутиновићу. Током 1915. године Драгутин Милутиновић командује Вардарском дивизијом и омогућава извлачење наших снага са Косова ка Албанији и даље на Крф, где се приступило реорганизацији српске војске. По доласку наше војске на Крф, Милутиновић одлази у Бизерту где се стара и залаже да у далекој и страној земљи одржи дух и живот наших људи.
Почетком 1917. године одлази из Бизерте за Русију где је постављен на место команданта I српске добровољачке дивизије уместо генерала Стевана Хаџића. Крајем августа 1917. године ова дивизија послата је на румунски фронт. Ту се нису дуго задржали, па је почетком октобра 1917. године започело транспортовање на Солунски фронт где су стигли јануара 1918. године. У Солуну је дивизија расформирана, па је Драгутин Милутиновић добио нову дужност. Постао је командант Скадарских и Јадранских трупа са специјалним задатком да избије на Јадранско море и да заузме Скадар. Регент Александар му је пред одлазак на дужност јасно нагласио да се простор мора осигурати од Италијана и да се по сваку цену спречи повратак краља Николе у Црну Гору. Милутиновић је са својом дивизијом потукао аустроугарску 47. дивизију, ослободио Скадар, а потом у сарадњи са црногорским устаницима ослободио и целу Црну Гору.
На предлог Војног министра ђенерала Михаила Рашића, Драгутин Милутиновић унапређен је у чин ђенерала 3. новембра 1918. године.

## Повратак у Србију
Након повратка у Србију, ђенерал Милутиновић постављен је 2. маја 1919. године на место инспектора пешадије, уместо ђенерала Љубомира Милића. Као инспектор пешадије бавио се израдом новог закона о војсци.
На предлог Председника Министарског савета, ђенерал Милутиновић постављен је 3. децембра 1922. године на положај канцелара Краљевских ордена.
Са места канцелара Краљевских ордена смењен је 17. јануара 1924. године и постављен на дужност у Министарству војске и морнарице.
За члана Војног савета и Министра двора постављен је 30. децембра 1925. године.
Драгутин Милутиновић одлази у пензију 26. јануара 1927. године. Своје пензионерске дана проводио је у Београду, бавећи се претежно писањем успомена из минулих ратова, војном историјом и теоријом и преводилачким радом.
У више наврата је био члан Академског савета Војне академије. Био је члан испитне комисије за чин пешадијског, коњичког, артиљерског, инжињерског, санитетског мајора за 1901, 1902, 1903, 1904, 1905, 1906 годину.
Драгутин Милутиновић написао је доста радова који су објављени у часописима Ратник, Недељни преглед, Босанска вила, Нови живот, Мисао, Српски књижевни гласник, као и у дневним листовима Политика и Време.
Ђенерал Драгутин Милутиновић умро је 5. јануара 1941. године у Београду услед запаљења плућа у својој 75. години живота.

## Породичне прилике
Живео је у својој кући на Вождовцу у улици Јове Илића број 103. Од 1903. године ожењен је госпођом Милком, ћерком резервног пуковника Саве Петковића. Имао је синове Саву и Милана - официри ЈВ и ЈНА и Мирка – правника, шефа протокола и кабинета Јосипа Броза Тита.

## Одликовања

### Домаћа
- Краљевски орден Карађорђеве звезде са мачевима III реда
- Краљевски орден Карађорђеве звезде са мачевима IV реда
- Краљевски орден Светог Саве I реда
- Орден Таковског крста IV реда
- Краљевски орден Белог орла V реда
- Орден Југословенске круне III реда
- Медаља за храброст 1912.
- Медаља за храброст 1913.
- Медаља за војничке врлине
- Споменица на рат 1885—1886. године
- Споменица на рат 1912. године
- Споменица на рат 1913. године
- Медаља за успомену на избор Петра I за краља Србије и повратак династије Карађорђевића

### Страна
- Национални орден Легије части III реда
- Румунска круна I степена
- Орден Светог Владимира са мачевима III реда
- Орден Светог Владимира са мачевима IV реда
- Орден Нишан Ифтикар II реда
- Орден Нишан Ифтикар III реда
- Ратни крст

## Галерија
- Милутиновић Д., Француско-немачки рат : 1870-71. год. : карте и планови операција од почетка рата до Седана - Београд : Штампарска радионица Министарства војнога, 1901.
- Милутиновић Д., Тимочка дивизија : II поз. нар. војске у I. и II. балканском рату 1912—1913. године : белешке : са једном картом у прилогу - Београд : Штампарија Скерлић 1926.
- Милутиновић Д., Бонапартин италијански рат : 1796-1797 : са 19 карата и скица - У Београду : Штампарија Светозара Николића, 1902.
- Милутиновић Д., Руско-турски рат 1877—78. године на Балканском полуострву : са 18 карата и скица - Београд : Штампарија Андре Јовановића, 1902.
- Милутиновић Д., Поводом књиге војводе Петра Бојовића: Одбрана Косовога Поља - Београд : Народна самоуправа, 1923.